# Jissachar Beer Teller

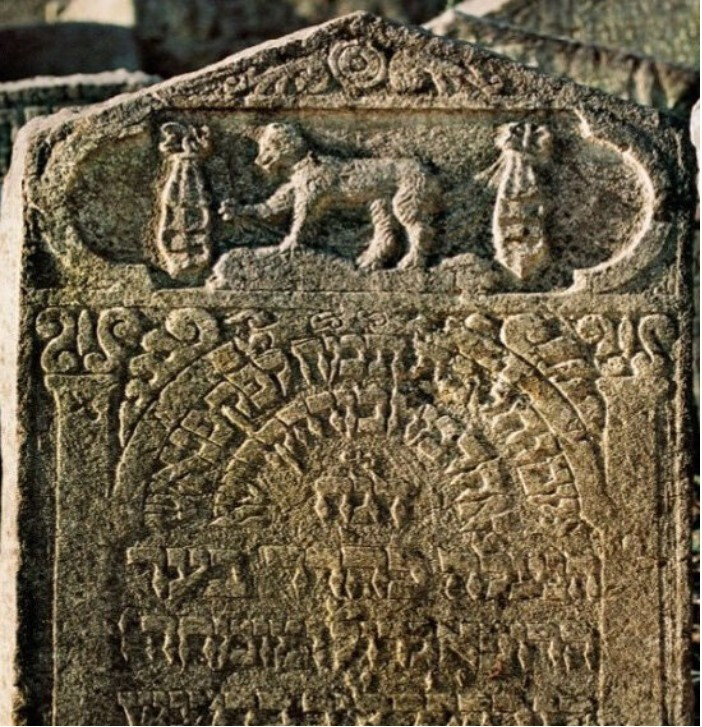
Náhrobek Jissachara Beer Tellera s reliéfem medvěda, který symbolizuje jeho jméno, na pražském Starém židovském hřbitově.

Jissachar Beer Teller (počátek 17. století – 1687 Praha) byl pražský židovský lékař a autor lékařského spisu Beer majim chajim (Studnice živé vody).

## Život
Jissachar Beer Teller se narodil někdy na počátku 17. století. Jeho otec se jmenoval Lejb Berouns (příjmení odvozeno od českého města Beroun). Jelikož bylo univerzitní vzdělání židům v habsburské monarchii až do konce 18. století nedostupné, musel se Teller na své lékařské povolání připravovat u jiných lékařů v pražském židovském městě. Jeho učitelem byl i matematik, astronom a lékař Josef Šelomo Delmedigo, který strávil posledních deset let svého života v Praze.
Před rokem 1655 napsal Teller spis Beer majim cḥajim (Studnice živé vody), v němž upotřebil nejen své teoretické znalosti, ale i zkušenosti z lékařské praxe. Jediný kompletní výtisk se dochoval v Bodleyově knihovně v Oxfordu. Toto ne příliš obsáhlé dílko napsané v jidiš obsahuje jasné a jednoduché rady pro domácí léčbu a návody k přípravě levných a bezpečných léků, které si mohli připravit i ti nejchudší, pro něž byla profesionální lékařská péče těžko dostupná.
Teller se obětavě staral také o své souvěrce a Pražany zasažené velkou morovou epidemiímezi lety 1679-1681. Zemřel roku 1687 a je pohřben na Starém židovském hřbitově v Praze. V roce 1697 byl vedle něj pohřben i jeho syn Jehuda Lejb Teller, který se stejně jako Jissachar stal lékařem a stejně jako on byl činný i v pražském pohřebním bratrstvu. Oba náhrobky se dodnes dochovaly.